# Samuel af Ugglas
Samuel af Ugglas, nato Samuel Uggla (Hedemora, 3 maggio 1750 – Stoccolma, 6 aprile 1812), è stato un politico svedese.
Studiò all'Università di Uppsala, poi fu assunto in alcuni uffici governativi della capitale. Nel settembre del 1772, allora segretario del Lagkommissionen, era cresciuto nelle posizioni nobili e prese il nome "af Ugglas".
Nel 1775 fu nominato Segretario di Giustizia poi, nel 1782 divenne Segretario della Revisione Contabile. Nel 1788 fu chiamato a governare la contea.
Samuel af Ugglas ha ricevuto nel 1796 il titolo di barone e il 16 novembre 1799 è stato nominato conte. È stato il Governatore di Stoccolma dal 1797 al 1800 e uno dei consiglieri del re Gustavo IV Adolfo di Svezia. Presidente del Consiglio della Camera di Commercio dal 1802 fino alla sua morte, fu il primo ed unico Presidente del Consiglio dei Direttori della Compagnia svedese delle Indie orientali (carica utilizzata solo durante la "Quinta Carta")..